# Con chó địa ngục

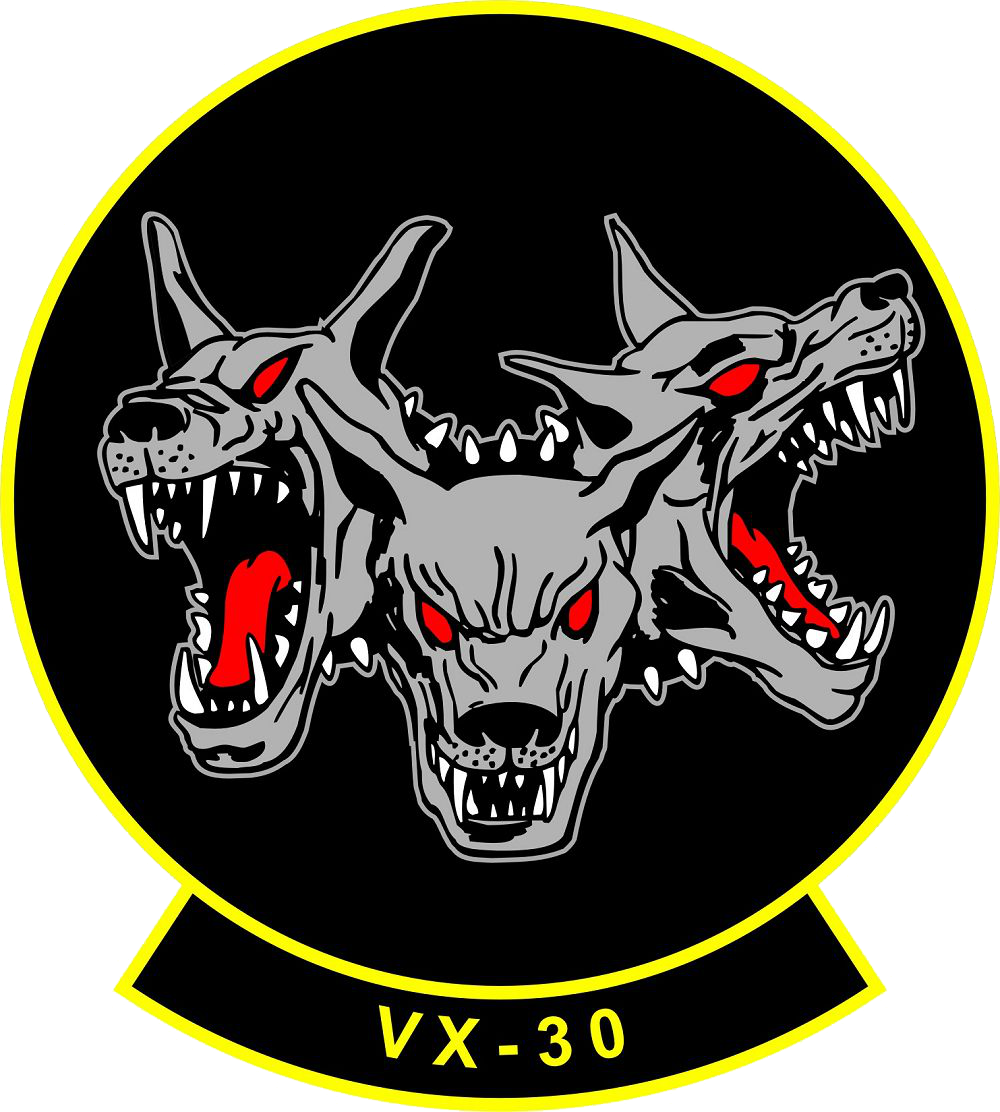
Logo về con chó địa ngục ba đầu

Con chó địa ngục (Hell dog) hay Chó quỷ (Devil dog) là những con quái vật có hình dạng giống chó trong văn hóa dân gian ở nhiều nước, thông thường chúng là loài vật canh giữ cánh cổng dẫn đến thế giới bên kia (địa ngục), hoặc đi theo cái bóng của những người sắp chết. Chó thường được xem là loài canh giữ nhà cửa, đất đai, vật nuôi nên không có gì là lạ khi chúng cũng được xem là con vật canh giữ cổng địa ngục. Trong văn hóa, người ta mô tả chúng có hàm răng sắc nhọn hơn con chó bình thường, cơ thể chúng có thể lớn ngang một con ngựa hoặc gấu. Lông chúng đen như than, mắt đỏ rực như lửa cháy. Chó địa ngục có vẻ ngoài khác nhau tùy theo từng vùng, có những truyền thuyết kể về loài chó địa ngục có ba đầu như chó ngao Xéc-be (Cerberus), Fenrir, Black Shuck mà mỗi nền văn hóa lại có một cái tên riêng cho chúng là những con chó đến từ địa ngục.

## Mô tả
Những con Chó Địa ngục là những sinh vật khét tiếng trong rất nhiều nền văn hóa khác nhau và chúng đã đem nỗi kinh hoàng đến cho nhiều người. Chó quỷ chỉ tấn công khi cần thiết, mặc dù có vẻ ngoài rất dữ dằn, đáng sợ, hầu hết chó địa ngục đều không tấn công con người bừa bãi, thậm chí nếu muốn tấn công hay giết chúng thì những gì chúng sẽ làm là chỉ là bỏ chạy đi và biến mất vào trong màn đêm. Trong vài truyện kể, chó địa ngục là loài vật dũng mãnh, chuyên canh giữ các cánh cổng tới địa ngục hoặc kho báu. Con chó địa ngục sẽ sẵn sàng chống trả một cách quyết liệt nhất khi có ai muốn gây chiến hoặc muốn đi qua cánh cổng.
Có những con chó địa ngục thậm chí còn hiền hơn, chúng đi theo bảo vệ những người phụ nữ đi một mình trong đêm, hoặc những linh hồn lạc lối trong bóng tối, chỉ đường cho họ về âm giới. Nhiệm vụ của chúng thường là canh giữ lối vào địa ngục và hộ tống các linh hồn từ trần gian đến địa ngục khi họ hết thọ mệnh. Những con chó này nổi tiếng rất hung hăng nhưng lại trung thành và cũng rất dữ tợn. Chúng có sức mạnh đáng kinh ngạc, nó có rất nhiều sức mạnh siêu nhiên để khiến kẻ thù phải khiếp sợ. Chúng có thể chạy nhanh gấp nhiều lần những loài thú săn mồi bình thường, dẻo dai và khỏe hơn. Chó địa ngục cũng là những bậc thầy ẩn nấp. Chúng có thể xuất hiện trong hình dạng làn sương, biến hình thành nhiều loài động vật, thậm chí là tan biến vào giữa không trung.
Truyền thuyết thường gắn hình ảnh chó địa ngục với những ngọn lửa, nơi nào chúng bước qua, móng của chúng để lại dấu lửa dưới đất, đôi khi cả mắt và cơ thể cũng bốc lửa. Cũng có một số trường hợp, chó địa ngục trở thành vô hình trước mắt người thường. Chúng tấn công bằng móng vuốt và hàm răng nanh sắc nhọn, cấu xé nạn nhân tới chết. Những con chó địa ngục canh giữ cửa sẽ không giống những con lang thang trên mặt đất. Người ta tin rằng chúng là tay sai của quỷ dữ do có nguồn gốc từ địa ngục, nhiều người tin rằng chó quỷ chính là tay sai của quỷ dữ. Thời Trung cổ, những loài vật màu đen, thậm chí là chó, có thể bị coi là "nô lệ" của phù thủy do quỷ dữ sai khiến, hoặc chính là quỷ đội lốt. Vì thế, người ta tất kỵ chó đen. Có truyền thuyết kể rằng, nếu ký khế ước bán linh hồn cho quỷ dữ, thì khi hạn khế ước chấm dứt, những con chó quỷ sẽ được thả ra để lên mặt đất, giết chết người đó và mang linh hồn họ về địa ngục cho quỷ dữ. 

## Truyền thuyết

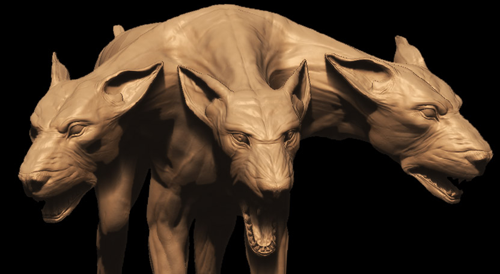
Chó ngao ba đầu Xéc-be

Hầu hết các nền văn hóa trên thế giới đều có truyền thuyết chó quỷ hay có địa ngục. Ở phương Tây, những truyền thuyết về chó địa ngục rất phổ biến vào thời trung cổ, cận đại. Những cái tên như Barghest, Con chó ma, Black Shuck, Cwn Annwn xứ Wales là phổ biến. Tại các nước Bắc Âu, thần thoại kể rằng đi theo thần Odin có hai con sói thần, bảo vệ ngài khỏi nguy hiểm. Ngoài ra còn có Fenrir là con chó khổng lồ của nữ thần âm giới, theo truyền thuyết, sự quay lại của sói Fenrir sẽ là dấu hiệu báo trước tận thế Ragnarok hay "hoàng hôn của các vị thần".
Một giống chó săn khác có mối liên hệ mật thiết với người Celt là Scotland Cù-Sìth (loài chó săn khổng lồ) báo hiệu cái chết và dẫn lối cho linh hồn con người đến Âm phủ. Ở Trung Quốc, cũng có truyền thuyết về một con chó quỷ gọi là Thiên Cẩu là lý do gây ra hiện tượng nhật thực, nguyệt thực bằng cách ăn mất mặt trăng, mặt trời. Tại Nhật Bản con chó địa ngục lại có vẻ ngoài giống sói được gọi là Okuri–inu thường đi theo những người đi đường đêm muộn, nếu người đó có tâm trong sạch, Okuri sẽ bảo vệ người đó.
Trong thần thoại Hy Lạp có con Cerberus (chó ngao Xéc-be) là con chó săn ba đầu của thần địa ngục Hades. Nó làm nhiệm vụ giữ cổng cho Hades và đảm bảo chỉ có linh hồn người đã chết mới được vào, và ngăn không cho bất kỳ ai thoát ra. Theo thần thoại Hy Lạp, Cerberus có 3 đầu là vì mỗi chiếc đầu tượng trưng cho quá khứ, hiện tại và tương lai. Chó ba đầu Cerberus còn khiến mọi người khiếp sợ với chiếc đuôi rắn đáng sợ. Nhiệm vụ của chúng là canh gác cổng địa ngục ở Tanaerum và ngăn không cho những kẻ có ý định đào tẩu khỏi địa ngục bằng cách bơi qua sông Styx. Tuy nhiên, trong một số trường hợp, Cerberus không hoàn thành nhiệm vụ canh giữ cổng địa ngục vì chúng dễ bị dụ dỗ bằng thịt tươi nên một số người có thể đánh lừa Cerberus để có thể ra vào chốn địa ngục.
Chó săn Garmr (trong tiếng Bắc Âu cổ là "giẻ rách") là con vật canh giữ Nilfheim – Địa ngục trong văn hóa Bắc Âu, dù chó săn Garmr ít được nhắc đến với vai trò là người bảo vệ cho Hel (người cai trị Nilfheim), nhưng nó lại đóng một vai trò lớn trong cuộc chiến với thần Tyr. Đôi khi Garmr được cho là chó sói lớn Fenrir, nhưng sự thật thì chúng là hai con vật hoàn toàn khác nhau, Garmr là người canh gác chỗ ở của thần Hel, còn chó sói Fenrir lại bị các vị thần xiềng xích lại. Garm được nhắc đến nhiều trong thần thoại Bắc Âu như tác phẩm Poetic Edda và Prose Edda. Chúng là một trong những bộ sưu tập thơ văn của người Bắc Âu cổ đại cho rằng Garm chính là con chó săn tốt nhất trong tất cả các con chó săn.
Chó săn Cŵn Annwn trong thần thoại xứ Wales là những con chó săn của Arawn, người cai trị cõi âm Annwn. Cŵn Annwn có bộ lông màu trắng và đôi tai đỏ mà với người Celt, màu đỏ là màu của sự chết chóc, trong khi màu trắng lại là màu tượng trưng cho các thế lực siêu nhiên. Chúng được tìm thấy trong nhánh đầu tiên của tập truyện Mabinogion. Chúng chính là người đã giúp chủ nhân của mình gặp gỡ Pwyll, hoàng tử xứ Wales. Cŵn Annwn cũng được nhắc đến khá nhiều, mặc dù nó không được gọi tên cụ thể. Truyện dân gian về chó săn Cŵn Annwn vẫn được tìm thấy trong thời hiện đại, chúng được cho là thường đi săn quanh khu vực núi Cadair Idris, nơi tiếng hú của chúng sẽ tiên đoán cái chết cho những ai nghe thấy, khi tiếng hú của chó săn Annwn càng to thì chúng ở càng xa và tiếng hú sẽ nhỏ dần khi chúng đến gần con mồi của mình. 